# The Zoo
The Zoo (engl. für „Der Zoo“) ist ein Lied der deutschen Rockband Scorpions. Es wurde erstmals auf dem Album Animal Magnetism von 1980 veröffentlicht. Geschrieben wurde es von Rudolf Schenker und Klaus Meine.

## Entstehung
Rudolf Schenker schrieb die Musik für diesen Titel auf der Lovedrive-Tour in einem Hotel in den Vereinigten Staaten. Später schrieb Klaus Meine den Text zu dem Lied. Der Song handelt von einer Straße in New York City. Der Sänger erzählt von einem langweiligen Tag („… another boring day …“) und dem Zoo. Der Titel war der vorletzte Titel des Albums Animal Magnetism.

## Musik
Der Song ist recht hart und beginnt einem schnellen Intro von Gitarre und Schlagzeug. Dann geht das Lied durch ein langsames, schleppendes Riff, bis der Gesang zur Strophe einsetzt. Der Refrain kommt treibend. Nachdem sich dies wiederholt hat, bedient Matthias Jabs die Talkbox. Das Lied endet dann mit leiser Musik und dem Gerede von Leuten auf einer Straße.

## Veröffentlichungen
Das Lied The Zoo wurde auch als Single veröffentlicht, auf dem Livealbum World Wide Live, auf dem Akustik- und Livealbum Acustica, auf der DVD Live at Wacken Open Air 2006: A Night to Remember – A Journey Through Time und auf der Live-CD Scorpions Live in 3D. Zudem wurde es auf vielen Kompilationen und anderen Veröffentlichungen verkauft.

### Coverversionen
The Zoo wurde von Bruce Dickinson gecovert. Auch die Smashing Pumpkins und Arch Enemy coverten das Lied.

## Charts
Der Song war eine Woche auf Platz 75 der Billboard Charts in den Vereinigten Staaten.